# 쁘띠쁘띠 뮤즈
《쁘띠쁘띠 뮤즈》(Petit Petit Muse)는 대한민국의 KBS와 (주)서울무비가 공동 제작한 애니메이션이다. 2008년 1월 27일부터 2008년 7월 26일까지 KBS 1TV에서 방송하였다.
제작 기간은 약 2년이다.

## 방송 일시
| 방송 채널 | 방송일                            | 방송 시간                       |
| --------- | --------------------------------- | ------------------------------- |
| KBS 1TV   | 2008년 1월 27일 ~ 2008년 3월 30일 | 일요일 오전 7시 30분 ~ 8시      |
| KBS 1TV   | 2008년 4월 5일 ~ 2008년 7월 26일  | 토요일 오전 7시 40분 ~ 8시 10분 |
| KBS 2TV   | 2010년 12월 9일 ~ 2011년 6월 16일 | 목요일 오후 4시 30분 ~ 5시      |

## 등장 인물

### 주인공
- 송아리(별명: 송사리): 12세, 초등학교 5학년, 패션 디자이너가 꿈이고 의류 디자인, 수선이든 뭐든지 잘한다. 자신의 뮤즈인 민재에게 잘보이려고 한다.

성우: 은영선
- 송아라: 아라와 쌍둥이 자매관계, 패션모델이 되고 싶어하고 가끔은 모델놀이도 해본다. 조금은 엉뚱하고 천방지축이라 민재에게 있어서 편안한 존재이기도 하다.

성우: 소연

### 아프로디테 회원
- 김민재: 초등학교 6학년. 인라인 스케이트, 그림, 디자인이든 뭐든지 만점이다.

성우: 김장
- 안상태: 아프로디테의 회원이면서 엄청난 재벌집 아들. 아리를 유치원때부터 지금까지 쭉 좋아하고 있다.

성우: 전숙경
- 요랑: 천상세계의 여우, 디자이너. 왕실의 드레스를 망치는 바람에 300년간 인간계로 추방하는 벌을 받게 되고, 천상세계를 통하는 문을 열기 위해 인간계의 천을 훔치고 문을 완성하였으나, 문을 여는 날 하루가 모자른데다 아라가 문을 부수는 바람에 평생 인간계에 신세를 지게 된다.[2]

성우: 배정미
- 세나

성우: 안영아
- 자뻑[3] 1: 세나와 항상 같이 다닌다.

성우: 임주현
- 자뻑[3] 2: 역시 세나와 같이 다닌다.

성우: 전숙경

### 아리아라의 가족
- 엄마

성우: 임주현

### 손님
- 한유진: 아라와 같은 반이었던 친구, 아라보다 키가 작았지만 그 덕분에 노력으로 어린이 모델로 활동하고 있다.

성우: 전숙경
- 강진주

성우: 김선혜
- 미스터리 남: 등장할 때마다 직업이 바뀐다.

성우: 최정호
- 조만금 여사

성우: 최정호
- 한우주

성우: 최정호
- 나나

성우: 김선혜
- 베이비 죠

성우: 유강진
- 임소연

성우: 배정미
- 상태 엄마

성우: 김선혜
- 윤찬: 민재의 이웃 동생, 부모님이 항상 외출해서 민재가 가끔 놀아주기도 한다.

성우: 안영아

## 가사

### 드림스 컴 트루
쁘띠쁘띠 뮤즈!
(랩)

우리가 바래왔던 꿈을 찾아 떠나자

신기한 마법의 주문을 외워봐

OK~ Let's Go!
(노래)

너와 둘이 함께라면 나 항상 힘이 나

언제나 꿈꾸던 일들 모두 이룰 수가 있어

기다려왔어~ 마법 같은 세상 속에서

만나고 싶어~ 그 누군가를

It's coming baby, it's your heart
다함께 큰 소원을 빌어봐~ 이룰 수 있어

네가 원한 모든 것이 너를 위해 펼쳐져 있어

다함께 이 주문을 외우면~ 우리 같이

아름다운 세상 속에 함께 할 미래를 만들어가요

### 엔젤
기억 속엔 내가 살아있는 것뿐이야 (angel)

모든 것엔 진리가 숨어있는 법이야

(I wanna take it slow baby)

다시 돌아와도 내 맘은 변치 않을걸 (angel)

모든 것엔 진실과 정의만이

내 곁에 남아 있는걸
이 세상 누구보다 믿을 사람 없다는 것만으로도

이 세상을 어찌 살까요

시간이 흐르면 네가 없다 해도 내 곁엔 아마

새로운 멋진 천사가 나타나 줄 거야

## 성우진
- 송아라: 소연
- 송아리: 은영선
- 요랑: 배정미
- 김민재: 김장
- 안상태: 전숙경
- 세나: 안영아
- 엄마: 임주현
- 미스터리 남: 최정호
- 강진주/나나: 김선혜
- 베이비 죠: 유강진

## 제작진
- 제작: 김광필, 전창록
- 기획: 임만식
- 프로듀서: 이순주, 임만식
- 감독: 최민철
- 시나리오: 백지현
- 미술감독: 최민철
- 캐릭터 디자인: 최민철, 한규심
- 배경설정 디자인: 박효진
- 배경보드 디자인: 박진숙
- 색채설계: 한규심
- 대소도구 디자인: 김용수
- 작화감독: 김왕엽, 이강용, 김석우
- 콘티: 최민철, 김윤희, 박형동, 최훈철, 박정훈, 최민호
- 레이아웃: 이병석, 홍순호, 신창섭, 김진영, 양진철, 최훈철
- 원화작감: 이은희, 최진희, 권경훤
- 원화: 김왕엽, 이강용, 김석우, 장준경, 남석기, 나기철, 김자형, 김건화, 강장원, 서경호, 박현아, 임종철, 이충식, 임종만, 김성준, 신광학
- 동화작감: 이보신(제1화～제17화), 김선정, 박영파 (제1화～제17화, 제25화) → 소경숙, 박선미, 김기희 (제18화～제24화)
- 동화: 이광원, 박광진, 박상욱, 김지숙, 신윤미, 정은영, 최윤희, 류미선, 김수연 (제1화～제17화), 박한숙, 박홍수, 김민정, 백우협, 박진미, 진소희, 박호선, 오민경, 정기순, 오숙현, 박요송, 박상순, 한혜경, 정화영, 김지희, 김기선, 이준휘 (제1화～제17화, 제25화) → 조혜수, 서미연, 양소양, 조은하, 김연희, 배경미, 임은희, 박근호, 장문희, 서선영, 김현숙, 김영주, 안지영 (제18화～제24화)
- 파이널 체크: 안영선
- 배경팀장: 이향이
- 배경: 이애경, 박상완, 김은숙, 박선영, 김해성, 김유진, 강남우
- 채색팀장: 안용
- 채색: 이춘우, 장정봉, 이정인, 김삼정, 김혜지, 이지연, 이진희, 윤혜, 허민영, 이희숙, 권옥희
- 촬영감독: 허진호
- 촬영: 정영미, 안선혜, 이성애, 김효진, 조희원
- 편집: 허진호
- 디지털 지원: (주)프로덕션 그림필
- 오프닝 타이틀: (주)프로덕션 그림필
- 제작부장: 박철
- 제작팀장: 김성남
- 제작진행: 강성현, 진인수
- 회계: 김희재
- 마케팅: 이강민, 김태우
- 녹음/믹싱: GG Sound (김희집, 서원영)
- 음악/음향: 스미스 앤 모바일
- 음악: 한영미
- 사운드 디자인: 유광종
- 오프닝: 드림스 컴 트루
  - 작사/작곡: 이준승, 한영미
  - 노래: 박정아, 케이준 (랩)
- 엔딩: 엔젤
  - 작사/작곡: 윤석준
  - 편곡/노래: 블루 샤벳
- 쁘띠쁘띠 뮤즈 OST. No.8: 어느 여름날
  - 작곡/편곡: 스미스 앤 모바일, 한영미
- 타이틀 애니메이션: KBS 아트비전 (주성혜, 김종우)
- 편집감독: 배우진, 김준석
- 컴퓨터 그래픽: 신정원
- 제작투자: 소빅창업투자
- 공동제작: KBS, (주)서울무비

## 방영 목록
| 회차       | 방송 일자       | 부제 (서브 타이틀)     | 작화감독 | 콘티                                         | 레이아웃 | 원화작감      | 원화                                                |
| ---------- | --------------- | ---------------------- | -------- | -------------------------------------------- | -------- | ------------- | --------------------------------------------------- |
| 1화        | 2008년 1월 27일 | 쁘띠쁘띠 뮤즈          | 김왕엽   | 최민철, 김윤희 박형동, 최훈철 박정훈, 최민호 | 이병석   | 권경훤        | 이충식, 임종철 이강용, 김왕엽                       |
| 2화        | 2월 3일         | 라벤더 향기            | 김석우   | 최민철, 김윤희 박형동, 최훈철 박정훈, 최민호 | 홍순호   | 최진희        | 김자형, 김건화 강장원, 서경호 박현아, 김석우        |
| 3화        | 2월 10일        | 모델이 되고 싶어       | 이강용   | 최민철, 김윤희 박형동, 최훈철 박정훈, 최민호 | 이병석   | 이은희        | 장준경, 남석기 나기철, 이강용                       |
| 4화        | 2월 17일        | 우린 인연일까?         | 김왕엽   | 최민철, 김윤희 박형동, 최훈철 박정훈, 최민호 | 홍순호   | 권경훤        |                                                     |
| 5화        | 2월 24일        | 초대받지 않은 손님     | -        | 최민철, 김윤희 박형동, 최훈철 박정훈, 최민호 | -        | -             |                                                     |
| 6화        | 3월 2일         | 누군가에게 특별한 존재 | 김석우   | 최민철, 김윤희 박형동, 최훈철 박정훈, 최민호 | 신창섭   | 최진희        | 김자형, 김건화 강장원, 서경호 박현아, 김석우        |
| 7화        | 3월 9일         | 사랑의 도시락          | 이강용   | 최민철, 김윤희 박형동, 최훈철 박정훈, 최민호 | 신창섭   | 최진희        | 장준경, 남석기 나기철, 이강용                       |
| 8화        | 3월 16일        | 꿈을 향한 한걸음       | 김석우   | 최민철, 김윤희 박형동, 최훈철 박정훈, 최민호 | 홍순호   | 최진희        | 김자형, 김건화 강장원, 서경호 박현아, 김석우        |
| 9화        | 3월 23일        | 그 해 여름 바닷가      | 이강용   | 최민철, 김윤희 박형동, 최훈철 박정훈, 최민호 | 이병석   | 이은희        | 장준경, 남석기 나기철, 이강용                       |
| 10화       | 3월 30일        | 그 해 여름 바닷가      | 김왕엽   | 최민철, 김윤희 박형동, 최훈철 박정훈, 최민호 | 홍순호   | 권경훤        | 이충식, 임종철 장준경, 서경호                       |
| 11화       | 4월 5일         | 넌 어느 별에서 왔니?   | 김석우   | 최민철, 김윤희 박형동, 최훈철 박정훈, 최민호 | 신창섭   | 최진희        | 김자형, 김건화 강장원, 박현아 김석우                |
| 12화       | 4월 12일        | 여드름                 | 이강용   | 최민철, 김윤희                               | 이병석   | 이은희        | 남석기, 나기철 이강용                               |
| 13화       | 4월 19일        | 비밀                   | 김왕엽   | 최민철, 김윤희                               | 홍순호   | 권경훤        | 이충식, 임종철 서경호                               |
| 14화       | 4월 26일        | 차마 하지 못한 말      | 김왕엽   | 최민철, 김윤희                               | 김진영   | 권경훤        | 임종만, 김성준 신광학, 남석기 이충식, 임종철 서경호 |
| 15화       | 5월 3일         | 나의 분신 아라         | 이강용   | 최민철, 김윤희                               | 이병석   | 최진희        | 남석기, 나기철 이강용                               |
| 16화       | 5월 17일        | 벼룩 시장              | 김왕엽   | 최민철, 김윤희                               | 신창섭   | 권경훤        | 이충식, 임종철 서경호                               |
| 17화       | 5월 24일        | 아는 동생              | 김석우   | 최민철, 김윤희                               | 홍순호   | 최진희        | 김자형, 김건화 강장원, 박현아 김석우                |
| 18화       | 5월 31일        | 질투로 뭉치다          | 이강용   | 최민철, 김윤희                               | 이병석   | 최진희 권경훤 | 남석기, 나기철 이강용                               |
| 19화       | 6월 7일         | 가슴 앓이              | 김왕엽   | 최민철, 김윤희                               | 신창섭   | 권경훤        | 임종철, 이충식 서경호                               |
| 20화       | 6월 14일        | 앞으로 나란히          | 김석우   | 최민철, 김윤희                               | 양진철   | 최진희        | 김자형, 김건화 강장원, 박현아 김석우                |
| 21화       | 6월 21일        | 2인 1역                | 이강용   | 최민철, 김윤희                               | 홍순호   | 최진희 권경훤 | 남석기, 나기철 이강용                               |
| 22화       | 6월 28일        | 반칙                   | -        | 최민철, 김윤희                               | -        | -             | -                                                   |
| 23화       | 7월 5일         | 진실                   | 김석우   | 최민철, 김윤희                               | 이병석   | 최진희        | 김자형, 강장원 박현아, 김석우                       |
| 24화       | 7월 12일        | 운명                   | 김왕엽   | 최민철, 김윤희                               | 신창섭   | 권경훤        | 이충식, 임종철 서경호                               |
| 25화       | 7월 19일        | 바람이 지나간 자리     | 김석우   | 최민철, 김윤희                               | 최훈철   | 최진희        | 김자형, 강장원 서경호, 박현아 김석우                |
| 최종화(26) | 7월 26일        | 라벤더 향기로 기억해줘 | -        | -                                            | -        | -             | -                                                   |

## 사운드 트랙
| #   | 제목                                              | 가수           | 재생 시간 |
| --- | ------------------------------------------------- | -------------- | --------- |
| 1.  | 〈라벤더 향기〉                                   | 유광종, 한영미 | 3:32      |
| 2.  | 〈Dreams come true (오프닝곡)〉                   | 박정아         | 2:58      |
| 3.  | 〈Love me〉                                       | 우미진         | 3:16      |
| 4.  | 〈상쾌한 아침〉                                   | 유광종, 한영미 | 2:15      |
| 5.  | 〈Secret diary〉                                  | 성현           | 3:08      |
| 6.  | 〈Scarlet (Petit Ver.)〉                          | 블루 샤벳      | 3:46      |
| 7.  | 〈Come on and dance with me (Petit Ver.)〉        | 블루 샤벳      | 3:45      |
| 8.  | 〈어느 여름날〉                                   | 유광종, 한영미 | 2:27      |
| 9.  | 〈Fruity Love〉                                   | 우미진         | 3:23      |
| 10. | 〈쁘띠쁘띠 뮤즈 (Interlude)〉                     | 유광종, 한영미 | 0:10      |
| 11. | 〈요랑아 요랑아〉                                 | 유광종, 한영미 | 2:14      |
| 12. | 〈명랑소년〉                                      | 라시드         | 1:37      |
| 13. | 〈어린이 정경 Op.15 제1악장 미지의 나라들(슈만)〉 | 한영미         | 1:59      |
| 14. | 〈아름다운 너〉                                   | 우미진         | 3:35      |
| 15. | 〈Memory〉                                        | 유광종, 한영미 | 3:04      |
| 16. | 〈설레임〉                                        | 성현           | 3:31      |
| 17. | 〈Crazy love〉                                    | 성현           | 3:07      |
| 18. | 〈Angel (엔딩곡)〉                                | 블루 샤벳      | 3:59      |
| 19. | 〈기다림〉                                        | 유광종, 한영미 | 2:39      |
| 20. | 〈Angel (Petit Remix Ver.)〉                      | 박영진         | 3:56      |

## 서적
- 《쁘띠쁘띠 뮤즈 1》 ISBN 9788925238838

## 같이 보기
- 요랑아 요랑아: 전작
- 요랑아 노래하자: 3D 애니메이션